# Chile Chico

Chile Chico, é uma comuna chilena, localizada na Província de General Carrera, Região de Aisén. A comuna limita-se: a norte com Río Ibáñes; a oeste com Aisén; a leste com a República da Argentina; e a sul com Cochrane.
A localidade de Chile Chico é a capital da comuna homônima e da Província de General Carrera, possui 3.042 habitantes.
Localiza-se às margens do grande lago General Carrera junto à fronteira com a Argentina, quase contígua à localidade argentina de Los Antiguos. Em Chile Chico existe um microclima, que permite cultivar produtos como os da zona central.
A comuna de Chile Chico foi criada em 1959 com o nome de Lago Buenos Aires, por ser este o antigo nome do lago General Carrera. Posteriormente foi trocado o nome da parte chilena do lago e com isto o nome da comuna que passou a chamar-se Chile Chico.
A comuna compreende toda a margem sul do lago General Carrera, desde a fronteira com a Argentina até a vertente oriental do Campo de Gelo Norte. É uma zona montanhosa, sua população, majoritariamente rural, vive da pecuária, agricultura, mineração e do turismo. O lago Bertrand encontra-se a oeste da comuna, em suas margens situa-se Puerto Bertrand. Entre Puerto Bertrand e Chile Chico, localizam-se os povoados de Guadal, Mallín Grande e Fachinal.

## Etimologia
"Chile Chico" provêm da Língua castelhana: literalmente "pequeno Chile". Os primeiros colonos (que provinham da província argentina de Chubut) chamavam as outras regiões do país de "Chile Grande".

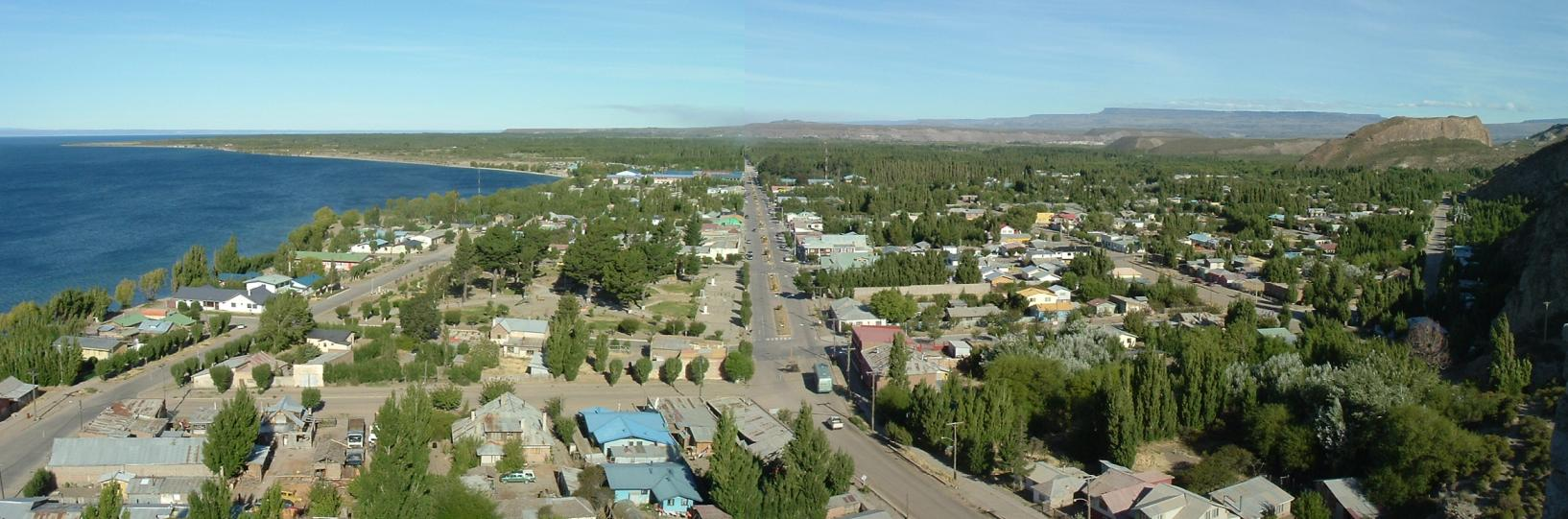
Vista de Chile Chico. A rua Bernardo O'Higgins termina no limite com a Argentina.